# Labastide-Cézéracq
Labastide-Cézéracq település Franciaországban, Pyrénées-Atlantiques megyében. Lakosainak száma 582 fő (2022. január 1.). Labastide-Cézéracq Abos, Artix, Bésingrand, Denguin, Labastide-Monréjeau és Tarsacq községekkel határos.

## Népesség
A település népességének változása:
| Lakosok száma | 552  | 559  | 567  | 555  | 556  | 556  | 557  | 576  | 582  |
|               | 2013 | 2015 | 2016 | 2017 | 2018 | 2019 | 2020 | 2021 | 2022 |